# Matti Ollikainen
Henrik Mattias (Matti) Ollikainen, född 18 september 1973, är en svensk musiker och författare, främst känd som frontfigur i gruppen Franska Trion. 
Ollikainen växte upp i byn Ullatti i Gällivare kommun och är son till folkmusikern och konstnären Vilho Ollikainen. Ollikainen bildade 2002 bandet Franska Trion och har med dem släppt flera skivor. Ollikainen har även medverkat på skivor med flera svenska artister och grupper såsom Mando Diaos Infruset, Håkan Hellströms Ett kolikbarns bekännelser och Joel Almes Flyktligan samt även spelat med Hästpojken och Attentat.
År 2020 släppte Ollikainen boken Trasiga toner: från Tornedalen till Franska trion. Boken handlar om hans tidigare missbruk och förlusten av en nära vän och bandkollega men också om fina stunder från barndomen som påverkat honom som textförfattare och människa. År 2024 utkom Ollikainen med romanen Silverkulor i svart natt. Boken utspelar sig under årets tolv månader och gör nedslag i det flöde av minnen som utgör ett liv, och fångar konsten och humorn i att vara människa.
Ollikainen är bosatt i Göteborg. Han har fyra barn, varav två med musikern Elina Ryd.

## Diskografi

### Franska Trion
- 2005 – Gnistorna frestade oss
- 2007 – Sings and plays the blues
- 2010 – Känner för kärlek
- 2011 – Våra mest älskade julsånger
- 2013 – Rim & ramsor
- 2014 – Vad gudarna givit oss
- 2015 – Som ett spjut genom dagarna
- 2017 – Los Angeles
- 2018 – Blod på våra händer
- 2019 – Dom ensammas planet
- 2020 – Är det konstigt?
- 2021 – I väntan på Jan Myrdals död
- 2022 – Mellan 4 väggar
- 2024 – Nya kulor

### Övrig medverkan
- Attentat - Jag vill jul
- Attentat - Skyltsöndag i Gbg
- Gunnar Källström & Fridens Liljer - Så in i väggen
- Håkan Hellström - För sent för edelweiss
- Håkan Hellström - Det kommer aldrig va över för mig
- Håkan Hellström - Ett kolikbarns bekännelser
- Håkan Hellström - 2 steg från Paradise
- Joel Alme - Flyktligan
- Mando Diao - Infruset